# Kladdkaka
La kladdkaka (che in lingua svedese può essere tradotto approssimativamente come torta appiccicosa) è una torta al cioccolato, a impasto morbido e compatto. L'impasto a base di farina, uova, zucchero, burro e cacao viene cotto a 175 °C per circa quindici minuti, in modo che il bordo e la base solidifichino a sufficienza ma il centro mantenga una consistenza morbida e pastosa. Viene servita comunemente con panna o crema alla frutta.
La kladdkaka ha un impasto simile al brownie, ed esistono svariate ricette di altre torte simili a base di zucchero che non fanno uso di lievito (la cui formazione di bolle di gas impedirebbe l'ottenimento della tipica consistenza compatta e pastosa del dolce). Può anche essere preparata usando cioccolato da cucina, che conferisce un colore più chiaro.
A partire dal 2008, il 7 novembre ricorre in Svezia il "giorno della kladdkaka"  (giorno successivo al Gustav Adolfsdagen, nel quale si consuma invece il Gustav Adolfsbakelse).